# Zaanhof

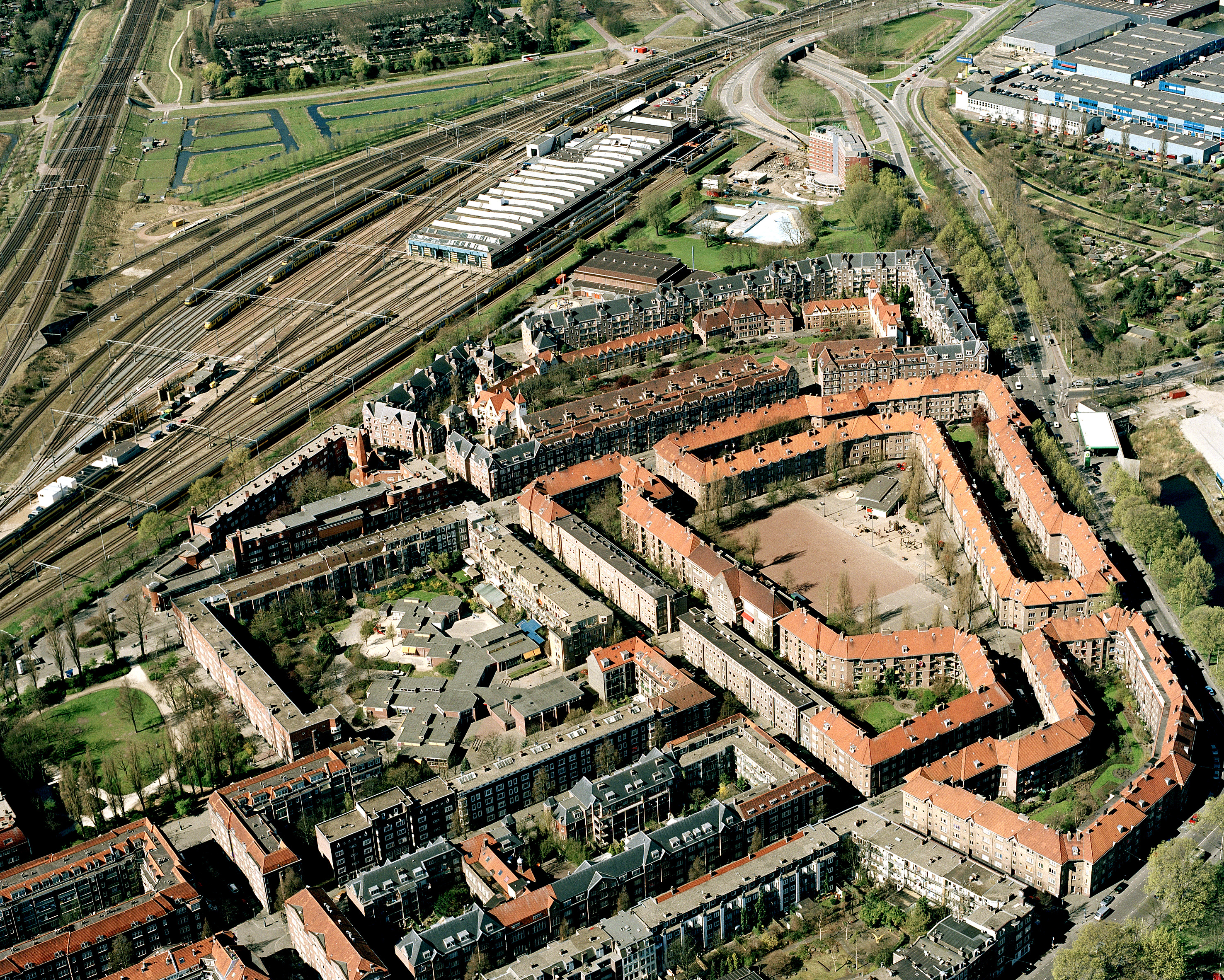
Luchtfoto van de Spaarndammerbuurt, met achteraan de Zaanhof.

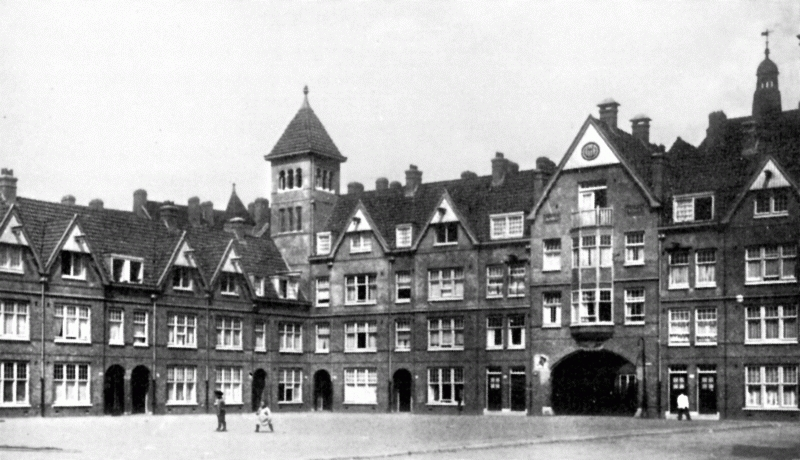
De Zaanhof kort na de bouw in 1920.

De Zaanhof ligt in het stadsdeel Westerpark, in de Spaarndammerbuurt in Amsterdam-West en is in 1917 vernoemd naar de rivier de Zaan. De 82 gestapelde woningen in de stijl van het Rationalisme of Berlagianisme, zijn alle Rijksmonumenten.

## Geschiedenis
De bebouwing rond de Zaanhof is in 1916 ontworpen door de architect Herman Walenkamp. De opdrachtgever was de socialistische Woningbouwvereniging Het Westen. De woningblokken staan als een dubbele schil rond een binnenterrein met plantsoenen en grasvelden. De buitenste woningen zijn vier verdiepingen hoog, de binnenste twee. Het hof heeft enkele poortgebouwen, twee poortgebouwen geven toegang tot de binnentuin. Het poortgebouw aan de westzijde heeft geornamenteerde zuilen en twee tegeltableaus met de tekst: Woningbouwvereniging Het Westen anno 1919. Op Zaanhof 57 bevindt zich een tegeltableau van Plateelfabriek De Distel met een rode haan en opkomende zon, een verwijzing naar het opkomende socialisme. Op Zaanhof 62 is een tableau ook van Plateelfabriek De Distel uit Amsterdam, met twee witte vogels en een ondergaande zon, een verwijzing naar de Eerste Wereldoorlog.
De ruime opzet van de Zaanhof met een groen binnenterrein was qua opzet modern ten opzichte van de traditionele sociale woningbouw met langgerekte blokken en diepe woningen. In 1919 ontwierp Walenkamp een iets soberder uitgevoerd bouwplan voor de Maatschappij tot Huizenbouw benoorden het IJ NV aan de Meeuwenlaan in Amsterdam-Noord, dat enige gelijkenis vertoont met het Zaanhof.
Het Zaanhof wordt sinds 1979 opgefleurd door de Woezel van Marijke Ouëndag-van Lis.

## Bron
- Westerpark, Iamsterdam, Zaanhof
- Arcam, Zaanhof

## Galerie

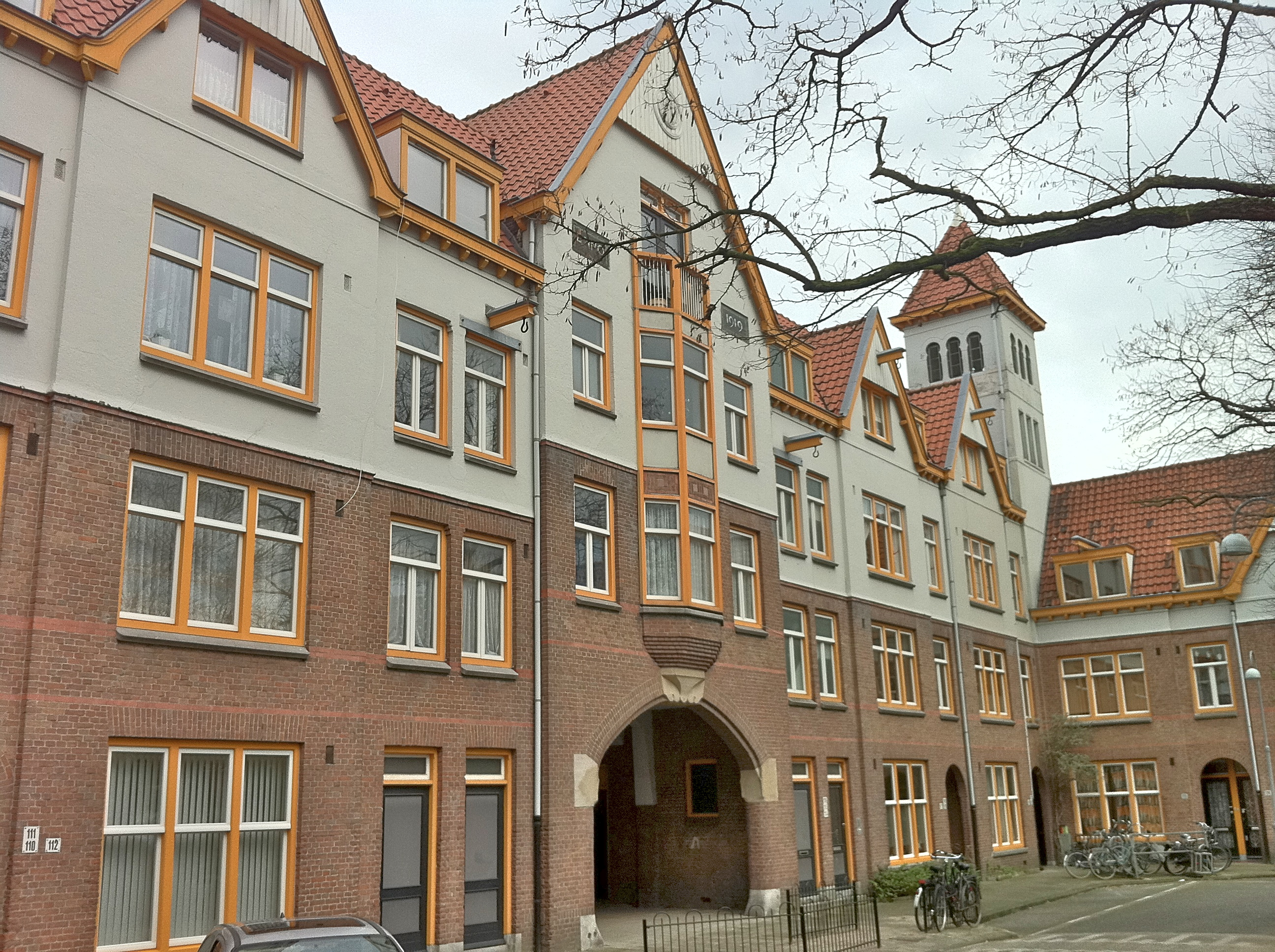
Deel van de Zaanhof, gebouwd door woningbouwvereniging Het Westen.
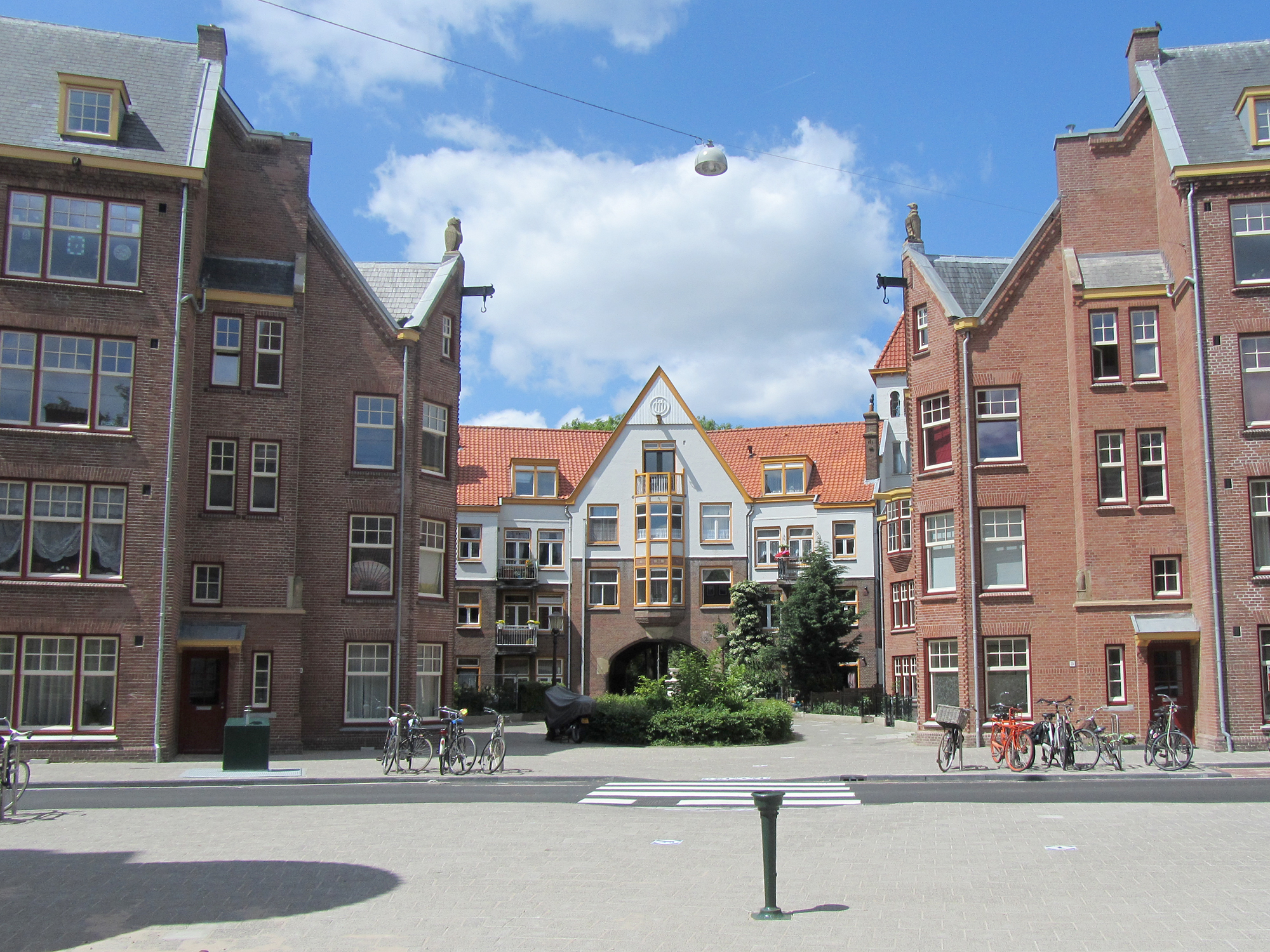
De poort naar de Zaanhof, gezien vanaf de Hembrugstraat.
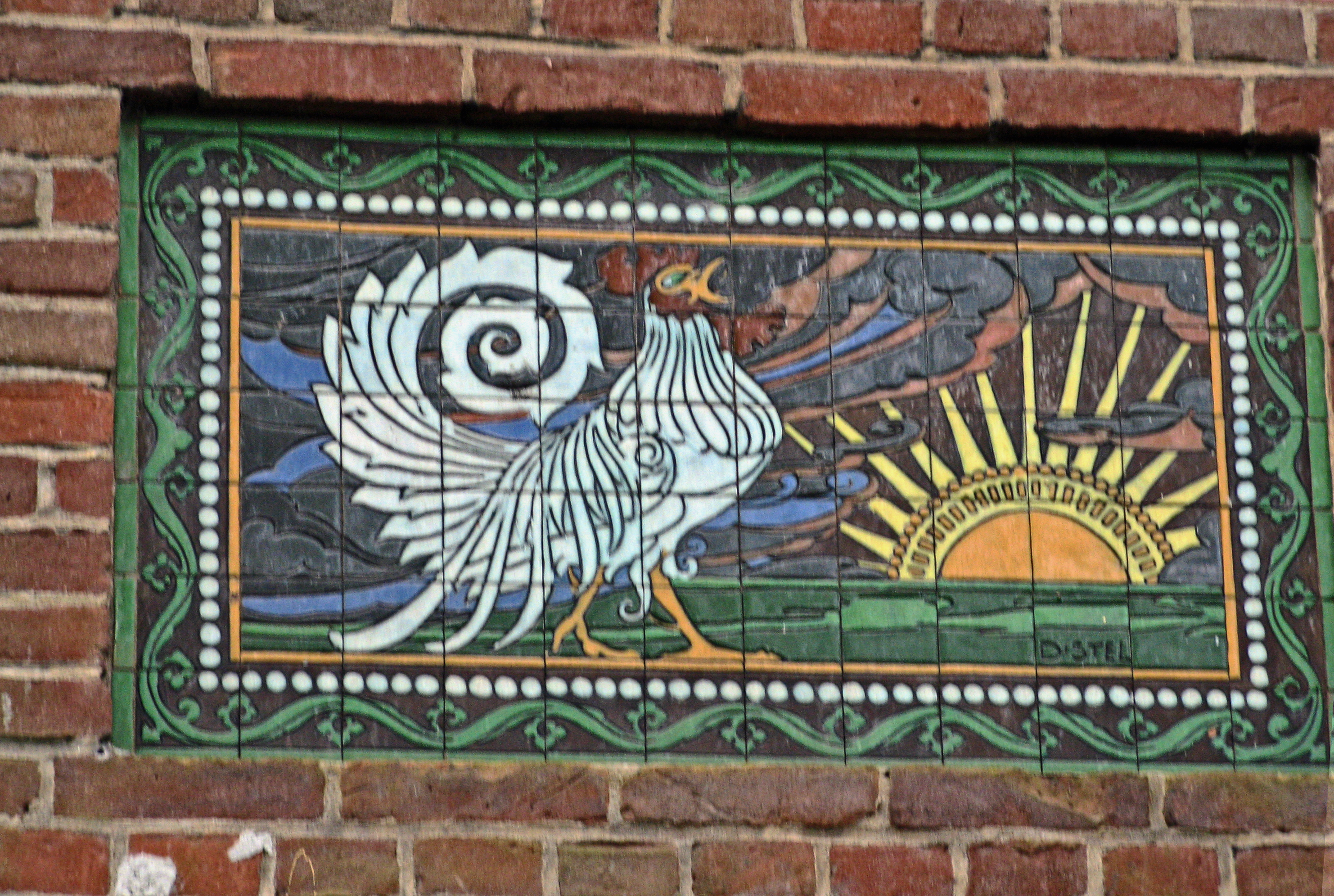
Tegeltableau op nummer 57 van Plateelfabriek De Distel
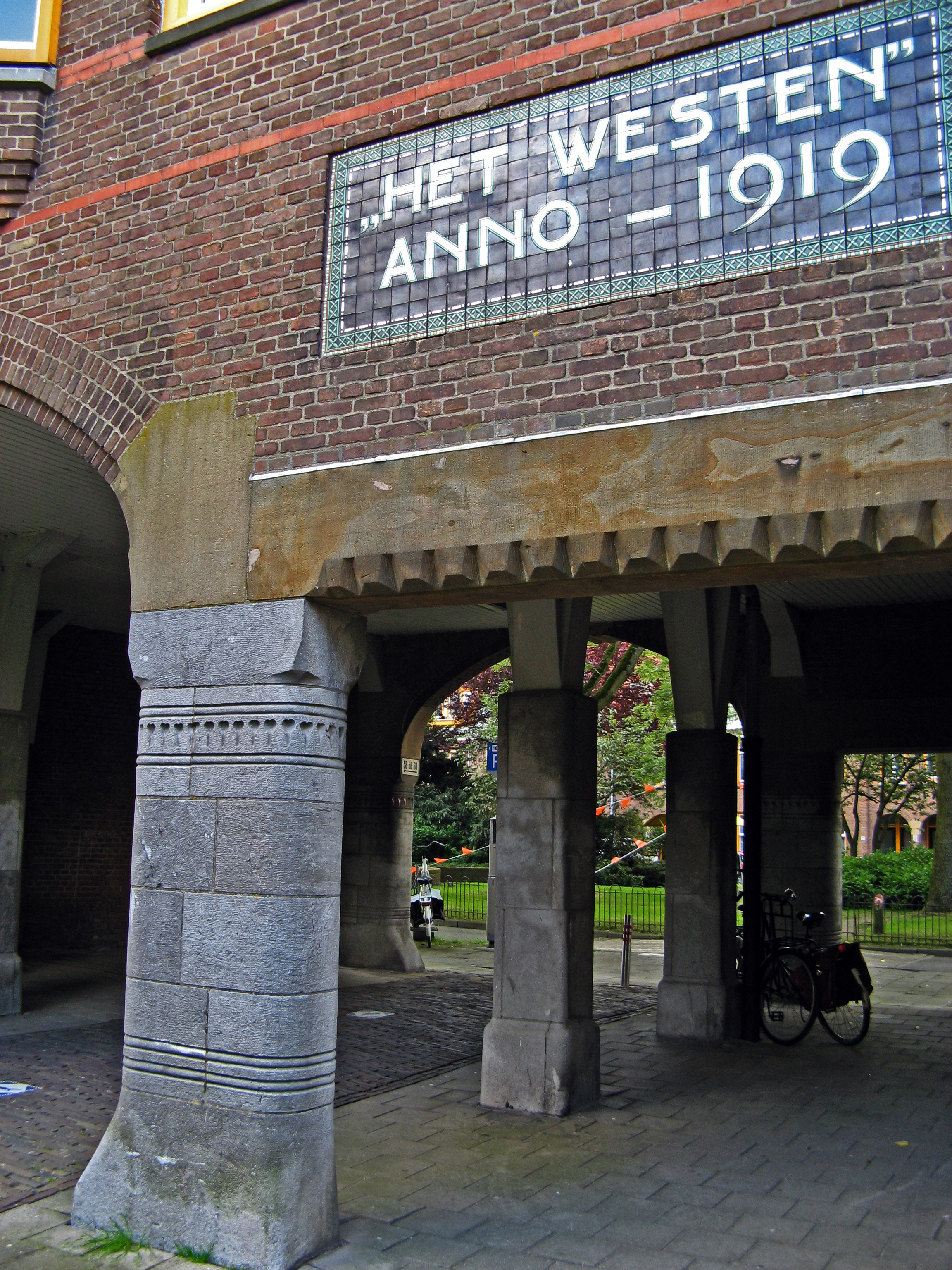
Poortgebouw aan de westzijde van de Zaanhof